# Изгубљени у преводу
Изгубљени у преводу (енгл. Lost in Translation) је амерички љубавни хумористичко-драмски из 2003. године, који је режирала и написала Софија Копола. Бил Мари тумачи улогу Боба Хариса, глумца пред пензијом који се суочава са кризом средњих година када отпутује у Токио да сними рекламу. Тамо се спријатељи са отуђеном Американком по имену Шарлот, недавно дипломираном младом женом коју глуми Скарлет Џохансон. У споредним улогама су Ђовани Рибизи и Ана Фарис. Филм истражује теме као што су усамљеност, отуђење, несаница и културни шок у амбијенту модерних јапанских небодера.
Главно снимање је почело 29. септембра 2002. и трајало је 27 дана. Копола је држала флексибилан распоред током снимања са малом екипом и минималном опремом. Сценарио је био кратак и Копола је често дозвољавала значајну количину импровизације током снимања. Директор фотографије, Ленс Акорд, користио је природно светло што је чешће могуће, а многа јапанска пословна и јавна места су коришћена као локације за снимање. После 10 недеља монтаже, Копола је продала права на дистрибуцију за Сједињене Државе и Канаду компанији Focus Features.
Филм је премијерно приказан 29. августа 2003. у Телјурајду, а у америчким биоскопима је објављен 12. септембра исте године, остваривши велики критичарски и комерцијални успех. Критичари су нарочито похвалили глуму, сценарио и режију, премда су неки критиковали филмски приказ Јапана. Освојио је Оскара за најбољи оригинални сценарио, а био је номинован у категоријама за најбољи филм, најбољу режију (Копола) и најбољег глумца (Мари). Такође је освојио три награде Златни глобус и три награде БАФТА.

## Радња
Боб Харис, амерички филмски глумац пред пензијом, стиже у Токио да би се појавио у уносним рекламама за виски Сантори. Он одседа у луксузном хотелу Парк Хајат Токио и суочава се са проблемима у свом 25-годишњем браку, као и са кризом средњих година. Шарлот, Американка која одседа у хотелу, млада је дипломирана филозофкиња са Јејла која прати свог мужа Џона, славног фотографа. Шарлот је такође разочарана док доводи у питање свој брак и забринута је за своју будућност. Обоје се боре са додатним наступима џетлега и културног шока у Токију и проводе време лутајући око хотела.
Шарлот одбија присуство празне холивудске глумице по имену Кели, која у хотелу промовише филм. Она наилази на Шарлот и Џона, ентузијастично причајући о фотографисању које је раније радила са њим. Бобу и Шарлот се путеви често укрштају у хотелу и на крају се званично упознају једно са другим у хотелском бару.
Након неколико сусрета, када Џон једном приликом због посла оде изван Токија, Шарлот позива Боба у град да упозна њене локалне пријатеље. Повезују се током вечери у Токију, где заједно доживљавају градски ноћни живот. У данима који следе, Боб и Шарлот проводе више времена заједно, а њихово пријатељство јача. Једне ноћи, док ниједно не може да спава, њих двоје интимно разговарају о Шарлотиним личним несигурностима и њиховим брачним животима.
Боб проводи ноћ са џез певачицом из хотелског бара претпоследње ноћи његовог боравка, а Шарлот чује жену како пева у Бобовој соби следећег јутра, што доводи до напетости између њих двоје током заједничког ручка касније тог дана. Они се поново сусреће те вечери и Боб открива да ће следећег дана напустити Токио.
Боб и Шарлот се помире и говоре како ће недостајати једно другом, одлазећи у последњу посету хотелском бару. Следећег јутра, када Боб напушта хотел, он и Шарлот се искрено, али незадовољавајуће поздраве. Док се Боб вози таксијем до аеродрома, он угледа Шарлот на препуној улици, зауставља ауто и одлази до ње. Затим је загрли и шапуће јој нешто на уво. Њих двоје се љубе и опраштају се пре него што Боб оде.

## Улоге
| Глумац           | Улога        |
| ---------------- | ------------ |
| Бил Мари         | Боб Харис    |
| Скарлет Џохансон | Шарлот       |
| Ђовани Рибизи    | Џон          |
| Ана Ферис        | Кели         |
| Фумихиро Хајаши  | Чарли Браун  |
| Акико Такешита   | Кавасаки     |
| Такаши Фуџи      | водитељ      |
| Хиромикс         | као Хиромикс |

## Награде
- Оскар за најбољи оригинални сценарио
- Златни глобус за најбољег глумца (Бил Мари)
- Златни глобус за најбољи играни филм (мјузикл или комедија)
- Златни глобус за најбољи сценарио
- Награда BAFTA за најбољу глумицу у главној улози (Скарлет Џохансон)
- Награда BAFTA за најбољег глумца у главној улози (Бил Мари)
- Награда BAFTA за најбољу монтажу